# Liste der Kellergassen in Burgschleinitz-Kühnring
Die Liste der Kellergassen in Burgschleinitz-Kühnring führt die Kellergassen in der niederösterreichischen Gemeinde Burgschleinitz-Kühnring an.
| Foto |                 | Kellergasse                  | Standort                      | Beschreibung |
| ---- | --------------- | ---------------------------- | ----------------------------- | --- |
| ja   | Datei hochladen | Kellergasse                  | KG: Amelsdorf Standort        | Die Kellergasse ist eine einseitige Einzelkellergasse in Grabenlage. Sie besteht aus 8 Gebäuden und hat eine Länge von 150 Metern. Die älteste Datierung geht auf das Jahr 1813 zurück.                                            |
| ja   | Datei hochladen | „An der Bundesstraße“        | KG: Burgschleinitz Standort   | Die Kellergasse ist eine einseitige Einzelkellergasse in Hanglage. Sie besteht aus 23 Gebäuden und hat eine Länge von 250 Metern. Die älteste Datierung geht auf das Jahr 1870 zurück.                                             |
| ja   | Datei hochladen | „In der Nähe der Kirche“     | KG: Burgschleinitz Standort   | Die Kellergasse ist eine einseitige Einzelkellergasse in Grabenlage. Sie besteht aus 20 Gebäuden und hat eine Länge von 150 Metern.                                                                                                |
| ja   | Datei hochladen |                              | KG: Harmannsdorf Standort     | Die 40 Meter lange einseitige Kellergasse liegt in der Ebene südwestlich außerhalb der Ortschaft, jenseits der Bundesstraße, und besteht aus vier Kellern. 300 Meter südöstlich davon befindet sich ein Einzelkeller in der Ebene. |
| ja   | Datei hochladen | „Hintaus“                    | KG: Kühnring Standort         | Die Kellergasse ist eine einseitige Einzelkellergasse an einer Geländekante. Sie besteht aus 11 Gebäuden und hat eine Länge von 120 Metern. Die älteste Datierung geht auf das Jahr 1822 zurück.                                   |
| ja   | Datei hochladen | „Reinprechtspöllarer Straße“ | KG: Kühnring Standort         | Die Kellergasse ist eine einseitige Einzelkellergasse in Grabenlage. Sie besteht aus 10 Gebäuden und hat eine Länge von 120 Metern.                                                                                                |
| ja   | Datei hochladen |                              | KG: Matzelsdorf Standort      | Die einseitige Kellergasse liegt in der Ebene im südlichen Hintaus. In ihr gibt es noch zwei Presshäuser von etwa 1800 mit Steingewändefenstern und Trockenböden.                                                                  |
| ja   | Datei hochladen | „Horner Straße“              | KG: Reinprechtspölla Standort | Die Kellergasse ist ein beidseitiges Kellergassensystem in Grabenlage. Sie besteht aus 39 Gebäuden und hat eine Länge von 350 Metern. Die älteste Datierung geht auf das Jahr 1870 zurück.                                         |
| ja   | Datei hochladen | „Südwestlich der Ortschaft“  | KG: Sachsendorf Standort      | Die Kellergasse ist ein einseitiges Kellergassensystem in Grabenlage. Sie besteht aus 6 Gebäuden und hat eine Länge von 120 Metern. Die älteste Datierung geht auf das Jahr 1929 zurück.                                           |
| ja   | Datei hochladen | „Etzmannsdorfer Straße“      | KG: Zogelsdorf Standort       | Die Kellergasse ist eine einseitige Einzelkellergasse an einer Geländekante. Sie besteht aus 14 Gebäuden und hat eine Länge von 300 Metern. Die älteste Datierung geht auf das Jahr 1857 zurück.                                   |

| Foto:                    | Fotografie der Kellergasse (Gesamtheit). Klicken des Fotos erzeugt eine vergrößerte Ansicht. Daneben finden sich zwei Symbole: \| Weitere Bilder vorhanden \| Das Symbol bedeutet, dass weitere Fotos des Objekts verfügbar sind. Durch Klicken des Symbols werden sie angezeigt. \| \| Eigenes Foto hochladen \| Durch Klicken des Symbols können weitere Fotos des Objekts in das Medienarchiv Wikimedia Commons hochgeladen werden. \| |
| Name:                    | Bezeichnung der Kellergasse |
| Standort:                | Es ist die Katastralgemeinde (KG) angegeben. Durch Aufruf des Links Standort wird die Lage der Kellergasse in verschiedenen Kartenprojekten angezeigt. |
| Beschreibung             | Kurze Beschreibung der Kellergasse |
| Weitere Bilder vorhanden | Das Symbol bedeutet, dass weitere Fotos des Objekts verfügbar sind. Durch Klicken des Symbols werden sie angezeigt. |
| Eigenes Foto hochladen   | Durch Klicken des Symbols können weitere Fotos des Objekts in das Medienarchiv Wikimedia Commons hochgeladen werden. |